# Punta del Llorito
La Punta del Llorito és una muntanya de 881 metres que es troba entre els municipis de Cabassers i de la Morera de Montsant, a la comarca catalana del Priorat.